# Kalininit
Kalininit ist ein sehr selten vorkommendes Mineral aus der Mineralklasse der „Sulfide und Sulfosalze“ mit der Endgliedzusammensetzung ZnCr2S4 und damit chemisch gesehen ein Zink-Chrom-Sulfid. Strukturell gesehen gehört Kalininit zur Gruppe der Spinelle.
Kalininit kristallisiert im kubischen Kristallsystem, konnte bisher jedoch nur in Form von unregelmäßigen, schlackeähnlichen Körnern bis etwa 0,5 mm Größe entdeckt werden. Das vollkommen undurchsichtige (opake) Mineral zeigt auf den Oberflächen der schwarzen Körner einen diamantähnlichen bis metallischen Glanz. Gelegentlich können die Kornoberflächen auch buntfarbig angelaufen sein. Im Auflicht erscheint Kalininit dagegen cremefarben. Als idiochromatisches Mineral ist seine Strichfarbe allerdings immer schwarz.

## Etymologie und Geschichte
Entdeckt wurde Kalininit im Marmor-Steinbruch Pereval (auch Grube Kaber) bei Sljudjanka nahe dem Baikalseein der Oblast Irkutsk der russischen Region Südsibirien. Die Analyse und Erstbeschreibung erfolgte durch L. S. Resnizki, Je. W. Skljarow und S. F. Uschtschapowskaja (russisch: Л. З. Резницкий, Е. В. Скляров, З. Ф. Ущаповская), die das Mineral nach dem sowjetischen Mineralogen, Petrologen und Forscher der südlichen Baikalregion Pawla Wassiljewitscha Kalinina (englisch: Pavel Vasil’evich Kalinin; russisch: Павла Васильевича Калинина; 1905–1981) benannten.
Rsnizki, Skljarow und Uschtschapowskaja reichten ihre Untersuchungsergebnisse und den gewählten Namen 1984 zur Prüfung bei der International Mineralogical Association ein (interne Eingangs-Nr. der IMA: 1984-028), die den Kalininit als eigenständige Mineralart anerkannte. Die Publikation der Erstbeschreibung folgte ein Jahr später im russischen Fachmagazin Sapiski Wsessojusnogo Mineralogitscheskogo Obschtschestwa (russisch Записки Всесоюзного Минералогического Общества, englisch Zapiski Vsesoyuznogo Mineralogicheskogo Obshchestva) und wurde 1987 mit der Publikation der New Mineral Names im englischsprachigen Fachmagazin American Mineralogist nochmals bestätigt.
Das Typmaterial des Minerals wird in der Mineralogischen Sammlung der Staatlichen Bergbau-Universität Sankt Petersburg (ehemals Staatliches Bergbauinstitut, MM-St. Petersburg) in Sankt Petersburg unter der Sammlungs-Nr. 1098/1 und im Mineralogischen Museum, benannt nach A. J. Fersman (FMM-Moscow) der Russischen Akademie der Wissenschaften in Moskau unter der Sammlungs-Nr. 88049 aufbewahrt.

## Klassifikation
Die strukturelle Klassifikation der IMA zählt den Kalininit zur „Spinell-Supergruppe“, wo er zusammen mit Cadmoindit, Cuprorhodsit, Daubréelith, Greigit, Indit, Joegoldsteinit, Linneit, Polydymit, Siegenit, Violarit und Xingzhongit die „Linneit-Untergruppe“ innerhalb der „Thiospinelle“ bildet (Stand 2019).
Die bekannten und zunächst nach chemischer Zusammensetzung ordnenden Mineralsystematiken sortieren den Kalininit in die Mineralklasse der „Sulfide und Sulfosalze“ ein.
Da der Kalinini erst 1984 als eigenständiges Mineral anerkannt wurde, ist er in der seit 1977 veralteten 8. Auflage der Mineralsystematik nach Strunz noch nicht verzeichnet. Einzig im Lapis-Mineralienverzeichnis nach Stefan Weiß, das sich aus Rücksicht auf private Sammler und institutionelle Sammlungen noch nach dieser alten Form der Systematik von Karl Hugo Strunz richtet, erhielt das Mineral die System- und Mineral-Nr. II/D.01-110. In der „Lapis-Systematik“ entspricht dies der ebenfalls der Abteilung „Sulfide mit [dem Stoffmengenverhältnis] Metall : S,Se,Te < 1 : 1“, wo Kalininit zusammen mit Bornhardtit, Cadmoindit, Carrollit, Cuprokalininit, Daubréelith, Fletcherit, Florensovit, Indit, Greigit, Linneit, Polydymit, Siegenit, Trüstedtit, Tyrrellit und Violarit die „Linneit-Gruppe“ bildet (Stand 2018).
Die seit 2001 gültige und von der IMA zuletzt 2009 aktualisierte 9. Auflage der Strunz’schen Mineralsystematik ordnet den Kalininit dagegen in die Abteilung der „Metallsulfide mit M : S = 3 : 4 und 2 : 3“ ein. Diese ist weiter unterteilt nach dem genauen Stoffmengenverhältnis, so dass das Mineral entsprechend seiner Zusammensetzung in der Unterabteilung „M : S = 3 : 4“ zu finden ist, wo es zusammen mit Bornhardtit, Cadmoindit, Carrollit, Cuproiridsit, Cuprorhodsit, Daubréelith, Ferrorhodsit (diskreditiert, da identisch mit Cuprorhodsit; IMA 2017-H), Fletcherit, Florensovit, Greigit, Indit, Linneit, Malanit, Polydymit, Siegenit, Trüstedtit, Tyrrellit, Violarit und Xingzhongit die „Linneitgruppe“ System-Nr. 2.DA.05 bildet.
Die von der Mineraldatenbank „Mindat.org“ weitergeführte Strunz-Klassifikation, die sich im Aufbau nach der 9. Auflage der Strunz’schen Mineralsystematik richtet, führt in der Gruppe 2.DA.05 auch die nach 2009 neu beschriebenen Spinelle Berndlehmannit, Cuprokalininit, Joegoldsteinit, Nickeltyrrellit und Shiranuiit auf. Die Spinelle Ezochiit und Grimmit werden hier zusammen mit Ferrodimolybdänit (FeMo2S4), Zaykovit (Rh3Se4) und Zolenskyit (FeCr2S4) der allgemeineren Gruppe 2.DA (Metallsulfide mit M:S=3:4) zugewiesen.
Auch die vorwiegend im englischen Sprachraum gebräuchliche Systematik der Minerale nach Dana ordnet den Kalininit in die Abteilung der „Sulfidminerale“ ein. Hier ist er ebenfalls in der „Linneitgruppe (Isometrisch: Fd3m)“ mit der System-Nr. 02.10.01 innerhalb der Unterabteilung „Sulfide – einschließlich Seleniden und Telluriden – mit der Zusammensetzung AmBnXp, mit (m+n) : p = 3 : 4“ zu finden.

## Chemismus
In der Endgliedzusammensetzung von Kalininit (ZnCr2S4) besteht das Mineral aus Zink (Zn), Chrom (Cr) und Schwefel (S) in dem für Spinelle typischen Stoffmengenverhältnis von 1 : 2 : 4. Dies entspricht einem Massenanteil (Gewichts-%) von 21,97 Gew.% Zn, 34,94 Gew.% Cr und 43,09 Gew.% S.
Insgesamt 9 Mikrosondenanalysen an 3 natürlichen Mineralproben des Typmaterials aus dem Steinbruch Pereval ergaben dagegen eine leicht abweichende, durchschnittliche Zusammensetzung von 18,89 Gew.% Zn, 34,10 Gew.% Cr und 42,22 Gew.% S sowie zusätzlich geringe Beimengungen von 2,73 Gew.% Kupfer (Cu), 0,73 Gew.% Antimon (Sb) und 0,61 Gew.% Vanadium (V). Aus diesen Werten wurde die empirische Zusammensetzung Zn0,870Cu0,130Cr1,977V0,036Sb0,019S3,968 errechnet und zur eingangs genannten Formel idealisiert.

## Kristallstruktur
Kalininit kristallisiert in der kubischen Raumgruppe Fd3m (Raumgruppen-Nr. 227) mit dem Gitterparameter a = 10,00 Å sowie 8 Formeleinheiten pro Elementarzelle.

## Bildung und Fundorte
Kalininit bildet sich in komplexen Diopsid-Quarz-Calcit-Gesteinen mit Granaten und Pyroxenen. Als weitere Begleitminerale können unter anderem Baryt, Eskolait, Karelianit, Pyrit, chrom- und vanadiumhaltiger Tremolit und Zirkon sowie Goldmanit–Uwarowit-Mischkristalle aus der Granatgruppe.
Fundorte für Kalininit sind bisher nur in Russland bekannt. Außer an dessen Typlokalität im Marmor-Steinbruch Pereval bei Sljudjanka in der Oblast Irkutsk (Südsibirien) fand sich das Mineral noch in dem aus Pyroxeniten und Duniten bestehenden Koswa-Massiv nahe Karpinsk in der zur Uralregion gehörenden Oblast Swerdlowsk und am Vulkan Mutnowski an der Südspitze der Halbinsel Kamtschatka im Fernen Osten.
Zudem wurde Kalininit im Eisenmeteoriten Uakit vom Typ IIAB entdeckt, der im Sommer 2015 nahe der gleichnamigen Gemeinde im Rajon Bauntowski in der zum russischen Föderationskreis Ferner Osten gehörenden Republik Burjatien gefunden wurde.